# Бондажевска
Бондажевска (на английски: Badarzewska Crater) е ударен кратер разположен на планетата Венера. Той е с диаметър 29,6 km, и е кръстен на Текла Бондажевска-Барановска – полска пианист и композиторка.